# Uno Ranch
Uno Ranch född 5 december 1907 i Göteborg, död 25 juni 1999, var en svensk affärsman och flygare. Han var son till kaffefabrikören Wilhelm Ranch
Efter att Ranch avslutat Carlstedts realskola 1922 sökte han in vid Tekniska Privatskolan som var en tvåårig vidareutbildning som behövdes för att kunna studera vid Chalmers tekniska högskola. Men efter ett år fick han nog och lämnade skolan. Han ordnade en praktikplats vid Örebro Flygkompani som var baserat vid Tingstadsvassen. Här fick han vara med och hålla flygplanen i flygbart skick byta olja och enklare reparationer. Efter ett kortare jobb på en import och exportfirma 1924 fick han sin pappas tillstånd att åka till Tyskland för att förkovra sig i tyska samt studera flyg och motorteknik vid Weimarer Flugzeugbau. När han återkom till Göteborg 1926 var det dags att mönstra och med de kunskaper han nu hade från Tyskland placerades han som hjälpmekaniker vid F 3.
Ranch startade på sin myndighetsdag 1928 företaget Motorfirma Uno Ranch. Till en början utförde han jobben som direktör, mekaniker och springpojke, men firman växte i och med att han lyckades förvärva generalagenturen för Zenith motorcyklar. Han blev även representant för bilmärket Bugatti, där han tillsammans med prins Bertil deltog i olika biltävlingar. Som tävlingsförare specialiserade han sig på hastighetstävlingar i backe och slog under 1930-talet ett flertal svenska rekord. 1945 fick han generalagenturen för Triumph motorcyklar. Tack vare att han lät trycka upp svenska verkstadshanböcker och hade ett komplett reservdelslager blev motorcykeln ett av de populäraste fabrikaten i Sverige under 1950-talet. I flygsammanhang var han generalagent för det brittiska vätskestartsystemet för jetmotorer BTH. När motorcyklarna började sälja sämre vid mitten av 1950-talet kompletterade han med generalargenturen för Triumph personbilar. Företaget Motorfirma Uno Ranch såldes 1967 till British Leyland. 
Som flygare räknades han som Svenskt privatflygs grand old man. Hans flygintresse väcktes redan när han som 6-åring såg Carl Cederström och Chevaillard flyga på A 2 exercisfält. Medan han praktiserade vid Örebro Flygkompani sparade han pengar för köpa sig en flygtur. Den 8 maj 1923 fick han vara med om sin första flygning i en Rumpler förd av piloten Otto Ballod. När han var i Tyskland passade han på att genomgå en flygutbildning. Första lektionen 22 april 1925 slutade i ett haveri då ett vevlager i motorn skar. Totalt flög han 14 timmar i en Albatros BII under sin utbildning och fick omdömet En klar förarbegåvning, men eftersom han inte var myndig kunde han inte kvittera ut något flygcertifikat. Under 1928 tog han upp flygandet igen och ute på Torslanda fick han under Folke Petterssons överinseende flyga med en Avro 504K. Totalt loggade han 8 timmar och 10 minuter på typen. Det blev en hel del flygning och han uppmanades av flygplatschefen Gösta Andrée att förvärva ett flygcertifikat.
Våren 1933 genomgick han den svenska flygutbildningen i en Gipsy Moth och han tilldelades under sommaren svenskt flygcertifikat nr 103 och kort därefter kompletterade han utbildningen med ett nattflygtillstånd. Kurt Björkvalls gamla Cirrus Moth (SE-ACD) köptes av Folke Simonsson 1934 för 3 800 kronor, flygplanet såldes 1937 vidare till Torvald Andersson för 3 600 kr.  
När Götaverken lanserade sitt flygplan GV-38 lyckades han köpa fabrikens amerikanska modellflygplan Rearwin 9000 Sportster (SE-AGB) och köpet följdes året efter med köp av prototypmaskin byggd på Götaverken GV-38 (SE-AHW). 1942 köpte han även det första serietillverkade GV-38 planet (SE-AHC). Med sina tre flygplan flög han målflyg för försvarets räkning och som piloter anlitade han medlemmar från Aeroklubben i Göteborg. Själv flög han cirka 1 000 timmar åt försvarsmakten under kriget.
Under en flygning till England i november 1945 berättade Claes Smith om Saabs nya skapelse Safiren. Efter en kort beskrivning av flygplanet blev Ranch övertygad om att han vill köpa ett exemplar. På våren 1948 kom Saabs ingenjör Rotsman till Göteborg och under en lunch på Grand Hotel signerades det absolut första försäljningskontraktet på en Saab 91 A Safir. Ett år senare levererades flygplanet med registreringen (SE-AUR). 1951 köpte Ranch en Percival Proctor (SE-API) från Ostermans i Stockholm. Eftersom flygplanet inte var luftvärdigt levererades det med tåg till Göteborg. Efter att flygplanet blivit iordningställt såldes flygplanet efter kort tid eftersom Ranch ansåg det vara tungt och oregerligt. Efter att han läst en annons i en brittisk flygtidning bestämde han sig 1964 att köpa en begagnad 104 Dove som tack vare välvilja från luftfartsverket fick registreringen (SE-EUR). 
Carl Gustav von Rosen hävdade i Ralph Herrmans bok från 1975 att han det var han som lärde Ranch att flyga i mitten på 1930-talet, och att en av skolflygningarna resulterade i haveri utanför Falköping. I samband med haveriet skulle Ranch dåvarande flickvän, Petra Nymberg, brutit sin förlovning och inlett en affär med von Rosen. Ranch förnekade händelsen och menade att han flög långt innan von Rosen varit i närheten av ett flygplan och att han ansåg att von Rosen stundtals var något vårdslös med sanningen.